# Chiesa di San Benedetto (Siracusa)

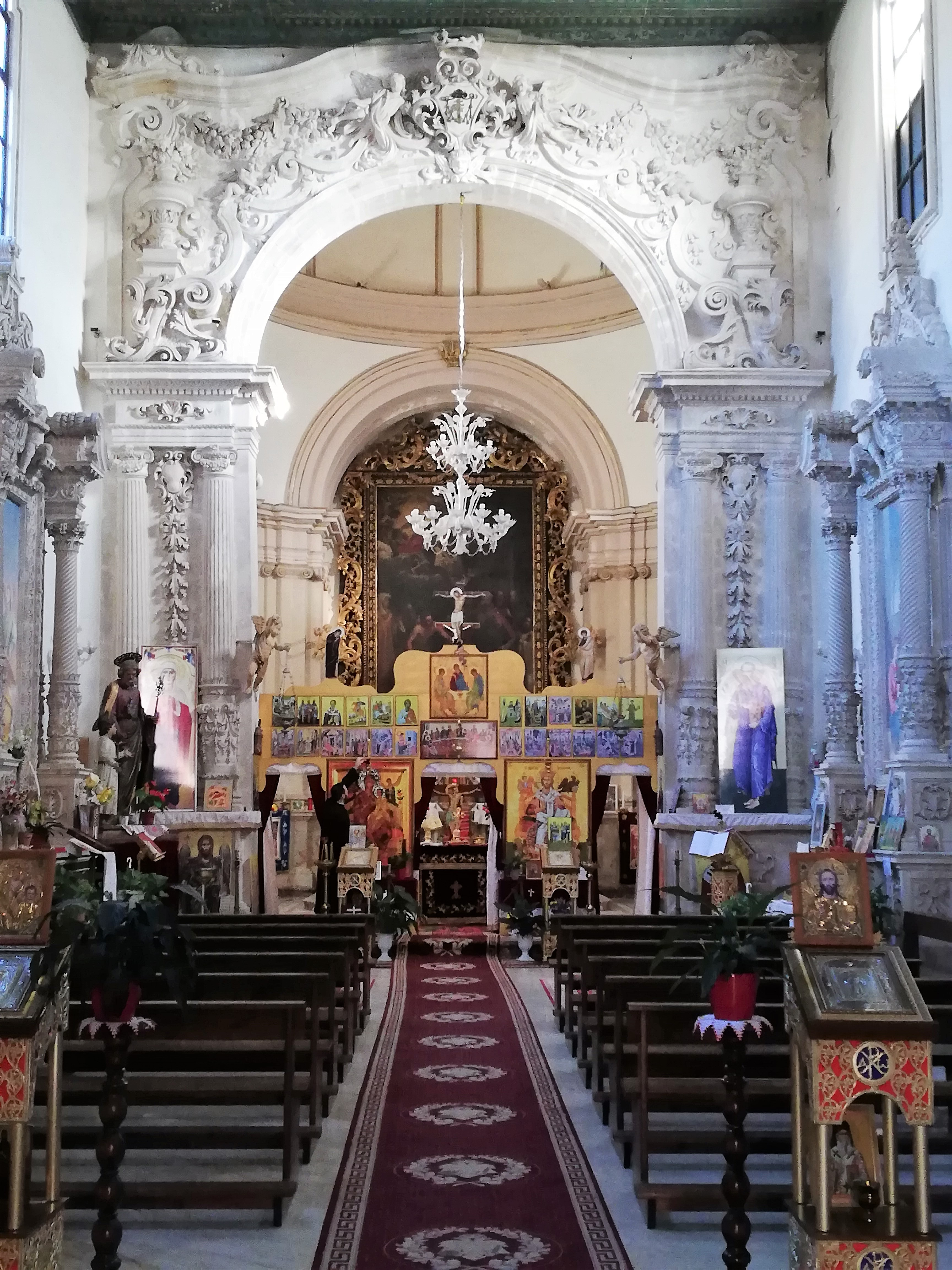
Navata.

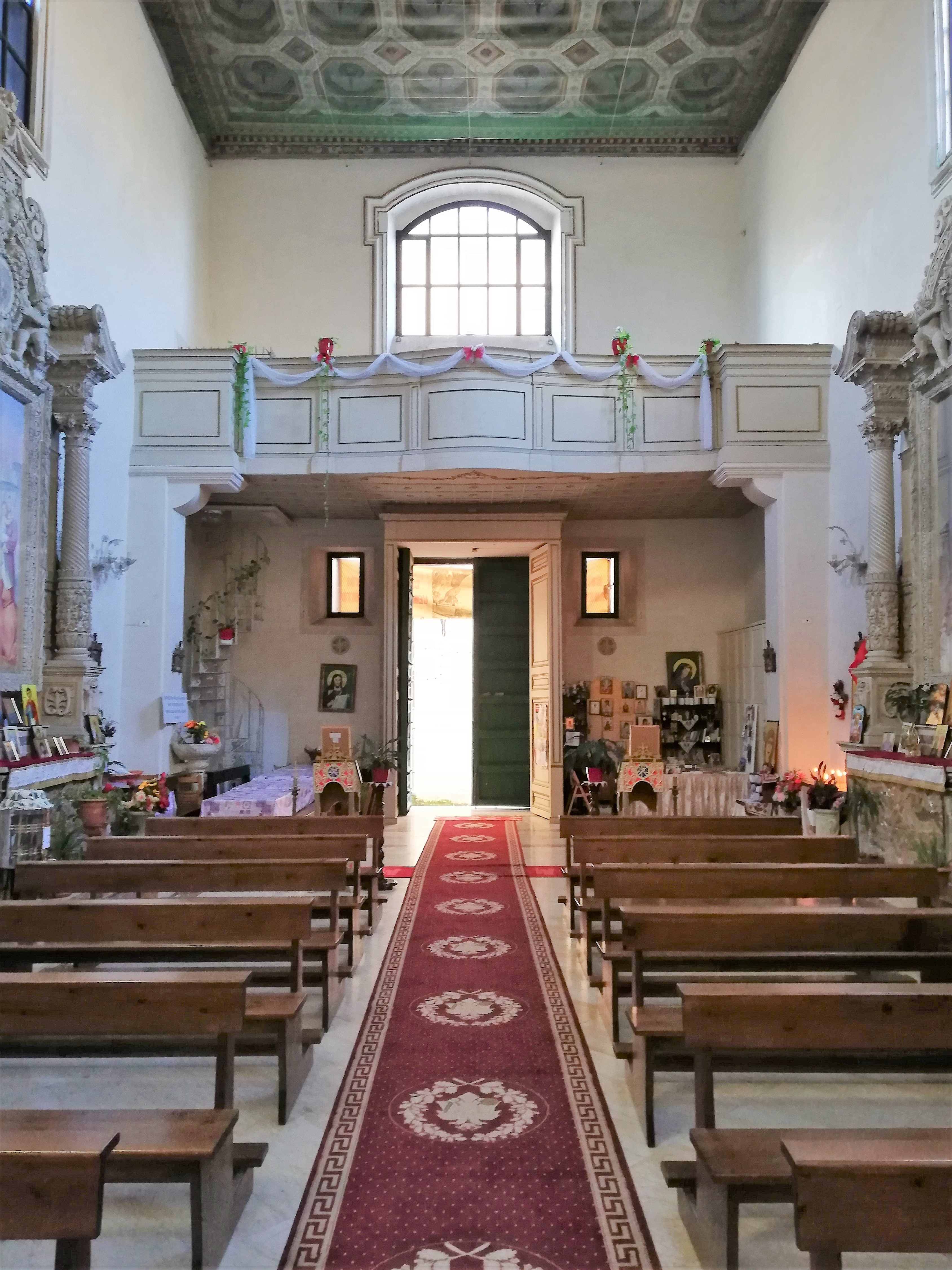
Controfacciata.

La chiesa di San Benedetto - attuale parrocchia ortodossa romena di Sant'Apostolo Paolo e Santa Lucia Vergine e Martire - con il primitivo monastero dell'Ordine benedettino, costituivano il polo monumentale ubicato in via Capodieci nel centro storico di Siracusa. Appartenente all'arcidiocesi di Siracusa, vicariato di Siracusa sotto il patrocinio di Santa Lucia, arcipretura di Siracusa, parrocchia ortodossa romena di Sant'Apostolo Paolo e Santa Lucia Vergine e Martire.

## Storia

### Epoca spagnola
Il progetto originario era di Andrea Vermexio, fu danneggiata nell'interno dal terremoto del 1693 e ricostruita intorno al 1741.

### Epoca contemporanea
- 2010, La chiesa è stata eretta dal Metropolita Ortodosso Romeno d'Italia Siluan a parrocchia Ortodossa Romena di Sant'Apostolo Paolo e Santa Lucia Vergine e Martire avente giurisdizione sui fedeli ortodossi romeni dei territori delle due diocesi di Siracusa e di Noto.

## Esterno
Il prospetto è ripartito su due ordini per mezzo di un cornicione delimitato da cantonali in conci squadrati. Il piano di calpestio del tempio è raccordato alla sede stradale da una teoria di tre gradini.
Il portale d'ingresso - unico varco d'accesso - è inserito in un elaborato timpano costituito da coppie di colonne binate in stile ionico disposte su alti plinti. Il massiccio architrave grava sull'ingresso e sulle luci di colonne binate che comprendono una piccola nicchia in basso e una finestra rettangolare in alto. Il secondo ordine comprende un finestrone - loggia centrale con balaustra delimitato da volute e pinnacoli.

## Interno
Impianto a navata unica con cinque altari. Cantoria addossata alla controfacciata, tetto ligneo a cassettoni. Ornamenti a rilievi floreali arricchiscono le colonnine dei quattro altari laterali che presentano la medesima architettura. Colonne con sottofusto arabescato e scanalatura elicoidale con capitelli corinzi sorreggono timpani a ricciolo com medaglioni intermedi. Ricca profusione di volute, fregi, pinnacoli, facce di putto alate, angioletti, foglie d'acanto e festoni fitomorfi.

### Navata destra
Acquasantiera.
- Prima campata: Cappella di San Giovanni Battista già Cappella del Crocifisso. Altare con edicola .
- Seconda campata: Cappella della Sacra Famiglia già Cappella di Sant'Orsola. Altare con edicola, quadro raffigurante Gesù, Maria e Giuseppe falegname.

### Navata sinistra
- Prima campata: Cappella di San Carlo Borromeo già Cappella dell'Annunciata. 
  - Epigrafe: "D.O.M. TEMPLUM HOC DIVO BENEDICTO SACRUM ANAB. PARISIO CASSARO ANNO 1365 ERECTUM CUJUS CŒNOBIO REGIUM ALTERUM DIVÆ CLARÆ QUOD ELISABETHA PETRI II UXOR ANNO 1338 EXCITAVERAT AB EP SYR FRANCISCO ELIA & RUBEIS ANNO 1640 UNITUM SEBASTIANUS M. LANDOLINA & NAVA ARCHID. H. S. SYR ECCL. & EPUS MEDENSIS SACRO OLEO INUNXIT DIE 23 MAJI ANNO 1773 CURA ABB. SOR. M. C. CELESTINÆ MONTALTO & PALERMO VOTIS POSTREMO DEFUNCTÆ SOR. CCELININPHÆ MIGLIORE".
- Seconda campata: Cappella della Vergine già Cappella di Santa Chiara. In questo ambiente è documentato il quadro di Santa Chiara, opera di Mario Minniti.
  - Simulacro raffigurante San Giuseppe e Gesù Fanciullo.

### Presbiterio
Arco trionfale con ricca decorazione in stucco. Coppie binate di colonne scanalate di stile corinzio con capitelli corinzi. Festoni, ghirlande, architetture, vasi, volute, intrecci di foglie d'acanto e stemma intermedio sostenuto da angeli e decorazione a nastri. Nella volta della tribuna del coro è presente un delicato affresco.
Arco absidale con modanature.

Sull'altare maggiore è documentatp il quadro raffigurante San Benedetto, opera di Mario Minniti opera custodita nell'adiacente museo di palazzo Bellomo.

## Monastero
Monastero di San Benedetto: istituzione fondata da suor Cesarea del Cassaro.
- Palazzo Bellomo: edificio d'epoca sveva, poi trasformato ed ampliato nel XV secolo dai Bellomo, famiglia tra le più potenti della Siracusa del '400, che lo elessero a loro residenza. Nel 1723 il palazzo fu venduto al monastero di San Benedetto e collegato in un unico complesso architettonico all'attiguo Palazzo Parisio. Nel 1948 l'intero complesso monastico fu adibito a museo.
- Palazzo Parisio: edificio del 1365. Bella ringhiera in ferro battuto di gusto barocco ricostruzione post terremoto per garantire la clausura delle religiose. La chiave dell'arco è in pietra bianca sormontata dallo stemma di San Benedetto, fiancheggiato da quattro angeli con ai lati vasi di fiori e colonnine.

## Sacerdoti
- 2010, Răzvan Morgoc.